# Sawyerville
Sawyerville es una villa ubicada en el condado de Macoupin en el estado estadounidense de Illinois. En el Censo de 2010 tenía una población de 279 habitantes y una densidad poblacional de 107,51 personas por km².

## Geografía
Sawyerville se encuentra ubicada en las coordenadas 39°4′55″N 89°48′16″O / 39.08194, -89.80444. Según la Oficina del Censo de los Estados Unidos, Sawyerville tiene una superficie total de 2.6 km², de la cual 2.56 km² corresponden a tierra firme y (1.4%) 0.04 km² es agua.

## Demografía
Según el censo de 2010, había 279 personas residiendo en Sawyerville. La densidad de población era de 107,51 hab./km². De los 279 habitantes, Sawyerville estaba compuesto por el 95.34% blancos, el 0.36% eran afroamericanos, el 0.72% eran amerindios, el 0.36% eran asiáticos, el 0% eran isleños del Pacífico, el 0% eran de otras razas y el 3.23% pertenecían a dos o más razas. Del total de la población el 1.08% eran hispanos o latinos de cualquier raza.